# Вейлон Френсіс
Вейлон Френсіс (ісп. Waylon Francis,; нар. 20 вересня 1990, Лимон) — костариканський футболіст, захисник американського клубу «Коламбус Крю» та національної збірної Коста-Рики.

## Клубна кар'єра
У дорослому футболі дебютував 2010 року виступами за команду клубу «Брухас», в якій провів один сезон, взявши участь лише у 9 матчах чемпіонату.
Своєю грою за цю команду привернув увагу представників тренерського штабу клубу «Лимон», до складу якого приєднався 2011 року. Відіграв за команду з рідного місті наступний сезон своєї ігрової кар'єри.
2012 року уклав контракт з клубом «Ередіано», у складі якого провів наступні два роки своєї кар'єри гравця. Більшість часу, проведеного у складі «Ередіано», був основним гравцем захисту команди.
До складу клубу «Коламбус Крю» з американської MLS приєднався 2014 року.

## Виступи за збірну
2013 року дебютував в офіційних матчах у складі національної збірної Коста-Рики.
31 травня 2014 року був включений до заявки збірної для участі у тогорічному чемпіонаті світу у Бразилії.

## Титули і досягнення
- Переможець Центральноамериканського кубка: 2013